# Óscar Waiss
Óscar Waiss Band (Concepção, 16 de novembro de 1912 - m. Santiago, 19 de setembro de 1994) foi um advogado, escritor e jornalista chileno.
Na Universidade de Concepção formou-se como advogado. Em seus anos como estudante se vinculou ao Grupo Avance e às Juventudes Comunistas. Foi expulso por se opor à linha estalinista do partido. Junto a dirigentes como Manuel Hidalgo Praça, Humberto Mendoza, Humilde Figueroa e Carlos Acuña formou a Esquerda Comunista. Em 1936 passou a fazer parte do Partido Socialista de Chile.
Dedicou-se a escrever ensaios sobre o socialismo e teoria revolucionária. Como advogado, foi assessor da fracção socialista da Frente Nacional da Moradia. Em 1948 militou no Partido Socialista Popular integrando seu Comité Central.
Foi candidato a deputado pelo 17º Agrupamento Departamental de Concepção, Talcahuano, Tomei, Yumbel e Coronel na eleição complementar de abril de 1951. Eleição  vencida pela integrante do Partido Radical Inés Enríquez Frödden, que foi a primeira mulher parlamentar da história chilena.
Escreveu no diário O Clarín, onde assinava seus artigos com o pseudônimo de Lord Callampa. Durante o governo de Salvador Allende e da Unidade Popular foi o diretor do jornal La Nación.
Com o Golpe de Estado e a ditadura militar que se estabeleceu em 1973 foi para o exílio na República Democrática de Alemanha e posteriormente a outros países de Europa, onde continuou publicando artigos. Foi professor de Direitos Humanos na Faculdade de Direito da Universidade de Frankfurt am Main na República Federal de Alemanha.

## Obras
- Frente Popular y lucha de clases (1936)
- ¿Grove al poder o Frente Popular al poder? (1936)
- El drama socialista (1948)
- Nacionalismo y socialismo en América Latina (1954)
- Amanecer en Belgrado
- Vía pacífica y revolución (1961)
- Chile, ni siquiera una tumba. Relatos de prisión y exilio (1977)
- Allende ¿Reformista o revolucionario? (1978)
- Chile Vivo: Memorias de un socialista, 1928-1970 (1986)